# 慶祝 (麥當娜歌曲)
《慶祝》（英語：Celebration）是美國女歌手瑪丹娜在2009年7月發行的單曲，本單曲收錄於她的同名精選輯《娜經典》（英語：Celebration）之中，這是瑪丹娜與華納唱片合作的最後一張唱片。〈慶祝〉在美國單曲榜獲得第71名。

## 內容

### 歌曲簡介
瑪丹娜在2009年春季向英國流行電音指標性人物保羅歐肯弗德（Paul Oakenfold）進行邀歌，歐肯弗德寄了15首歌曲供瑪丹娜挑選，結果她挑了包括〈慶祝〉在內的3首歌，〈慶祝〉是一首融合了瑪丹娜在1990年代的暢銷曲〈Vogue〉、〈Deeper And Deeper〉中的浩室舞曲元素，以及歐式流行舞曲跟時髦電音脈搏的作品，瑪丹娜在這首歌曲中把人生比喻成一場派對，邀請全球樂迷一起加入人生的躍動。而這首單曲的封面，則由街頭藝術家 Mr. Brainwash 所創建。

### 音樂影片
〈慶祝〉的音樂影片選在義大利的時尚之都米蘭拍攝，該部影片由導演 Jonas Akerlund 負責掌鏡，在影片中飾演DJ的是瑪丹娜的緋聞男友巴西男模吉薩斯魯茲（Jesus Luz），而瑪丹娜的女兒羅荻絲里昂（Lourdes Leon）也在該影片中客串露臉，這並非首次瑪丹娜的家人參與她的MV演出，早在1983年瑪丹娜親弟弟克里斯多夫就曾在〈假日〉的MV中擔任伴舞一角。另外，向來和歐美時尚圈關係相當友好的流行天后一發布開拍MV事宜，自然會有國際知名廠商願意大力贊助，國際知名精品Dolce & Gabbana把拍攝這支MV所需的行頭全都包了。

### 商業成績
單曲〈慶祝〉可謂是標準的雷聲大雨點小，這首收錄在瑪丹娜第四張精選輯中的新歌成績，並未重現過往她精選輯中新單曲的榮景。〈慶祝〉只進入告示牌單曲榜一週，獲得第71名，第二週隨即跌出榜外，創下瑪丹娜進榜單曲停留榜內時間最短的紀錄。不過幸好〈慶祝〉在長篇錄影帶（Video Longform）部分銷售數字亮眼，突破百萬張成為白金單曲。
此外，〈慶祝〉在告示牌舞曲榜上依舊站上榜首位置，將瑪丹娜在該榜獲得的冠軍紀錄增添到第40筆。〈慶祝〉在英國單曲榜上也獲得佳績，2009年9月26日最高名次為第3名，這也是瑪丹娜截至2014年為止，在英國單曲榜上最後一首進入前十名的歌曲。